# Lonchaea oreadis
Lonchaea oreadis är en tvåvingeart som beskrevs av Mcalpine 1964. Lonchaea oreadis ingår i släktet Lonchaea och familjen stjärtflugor. Inga underarter finns listade i Catalogue of Life.